# پادشاه گوانگجونگ
پادشاه گوانگجونگ (زادهٔ ۹۲۵ - درگذشته ۴ ژوئیهٔ ۹۷۵) چهارمین پادشاه از دودمان گوریو بود. او چهارمین پسر پادشاه ته‌جو بود که در سال ۹۴۹ پس از برادرش پادشاه جونگجونگ یکم به حکومت رسید. نام شخصی او «وانگ سو» بوده است.مادر او ملکه سین‌میونگ‌سان‌سونگ از خاندان چونگجو یو بود.سیاست اصلاحات جسورانه گوانگ‌جونگ، اشراف را تضعیف و سلطنت را تثبیت کرد.
1. ↑  "Gwangjong of Goryeo". Wikipedia (به انگلیسی). 2025-04-21.
2. ↑  "광종 (고려)". 위키백과, 우리 모두의 백과사전 (به کره‌ای). 2025-04-03.

به گفته چوئه سونگ نو، گوانگ‌جونگ محتاط و کم حرف بود، اما اگر مجبور بود از فرصتی استفاده کند، جسور بود. او ظاهر و ویژگی‌های عالی داشت و توجه ویژه‌ای از پدرش دریافت می‌کرد.